# Marco Feoli
Marco Feoli Villalobos (San José, 9 de enero de 1979) es un abogado y profesor universitario costarricense actualmente es miembro del Subcomité para la Prevención de la Tortura (SPT) de la Organización de Naciones Unidas (ONU)  
Fue ministro de Justicia y Paz de Costa Rica durante el gobierno del presidente Luis Guillermo Solís y es actualmente miembro del Subcomité para la Prevención de la Tortura (SPT) de la Organización de Naciones Unidas (ONU). Feoli es el tercer costarricense en llegar al subcomité, antes estuvieron Víctor Rodríguez Rescia y Víctor Madrigal Borloz.
Además es profesor universitario en la Universidad Nacional de Costa Rica.

## Biografía
Nació en San José, el 9 de enero de 1979. Estudió en la Escuela José Ezequiel González Vindas y en el Colegio Claretiano en la provincia de Heredia. Luego ingresó a la Universidad de Costa Rica, en la provincia de San José, donde terminó la carrera de derecho. Posteriormente, hizo una maestría en Derechos Humanos y Educación para la Paz de la Universidad Nacional de Costa Rica y, gracias a una beca de la Agencia Española de Cooperación Internacional para el Desarrollo, realizó una maestría en Democracia y Buen Gobierno de la Universidad de Salamanca. También alcanzó, en esa misma casa de enseñanza, el grado de doctor por el Programa Estado de Derecho y Gobernanza Global en 2012.

## Trayectoria
Abogó por la protección de los derechos humanos de las personas privadas de libertad y la redefinición de la institución carcelaria por medio de la incorporación de modelos de penas alternativas que reemplacen a la prisión. Impulsó, siguiendo la experiencia de otros países, la introducción de la vigilancia electrónica la cual se convirtió en objeto de cuestionamientos de algunos sectores políticos y mediáticos que reclaman que esta no garantiza un castigo efectivo ya que puede generar impunidad y aumentar los índices de inseguridad.

## Publicaciones

### Libros
- Justicia penal en construcción: luces y sombras de la reforma procesal dos décadas después. Editorial Investigaciones Jurídicas. San José. 2021.
- Vis a Vis: Reincidencia y sanción penal (con Jesús Sáenz). En Revista NuevoHumanismo, 7(2).
- Jueces protagonistas: ¿un replanteamiento de la relación entre política y justicia?, Editorial UCR, San José, 2015.
- Justicia constitucional contextual de debates teóricos inacabables a revisiones empíricas aún inconclusas. En: Carrizo, A. (coord.) Estudios actuales en derecho y ciencia política, Andavira Editores, Salamanca, 2013.

### Revistas
- Reforma judicial en Costa Rica y profesionalización de la judicatura (1990 a 2013). Revista Acta Sociológica de la UNAM, año XLV, número 72, mayo-agosto de 2016, pp. 129-148.
- Judicialización de la política y activismo judicial: una aproximación a América Latina. Revista Latinoamericana de Derechos Humanos, volumen 27, número 1, enero-junio de 2016, pp. 75-99.
- Las cortes súper poderosas. Revista Pensamiento Jurídico, Colombia, número 41, 2015, pp. 127-162.
- El nuevo protagonismo de los jueces: una propuesta para el análisis del activismo judicial. Revista de Derecho Universidad Católica del Norte, Chile, volumen 22, número 2, 2015, pp. 173-198.
- Judicialización de la política y activismo judicial: de qué estamos hablando, Revista Anuario Universidad Alcalá de Henares, VII, 2015, pp. 2-26.
- La tercera persona del estado trinitario: jueces, estado constitucional y tradiciones jurídicas, Revista IUS Doctrina, número 10, 2014, pp. 95-119.
- ¿Justicia constitucional exitosa o la transformación del modelo tradicional del juez?: un caso andino y un caso centroamericano. Revista Andina de Estudios Políticos, volumen 1, número 1 (2). Perú. 2011. Versión digital:
- Sistema de justicia y prisión preventiva: entre el iure y el facto. Revista Hermenéutica de la Facultad de Derecho de la Universidad de Costa Rica, n.19-20, 2011.
- Acceso a la justicia y mecanismos de asistencia letrada gratuita: apuntes críticos sobre los casos de España y Costa Rica. Revista da Escola Galega de Administración Pública Administración y Ciudadanía, volumen 6, número 1. Santiago de Compostela, España. 2011.
- Estado Constitucional de Derecho y Democracia: ¿conceptos antagónicos?: revisando Centroamérica. Revista DEHUIDELA de Universidad Nacional de Costa Rica. 2010.
- Veinte años después: Centroamérica sigue en guerra. Revista Temas de Nuestra América de la Universidad Nacional de Costa Rica, n. 46, enero-junio 2008.
- La prisión preventiva: entre justificaciones apócrifas y violaciones evidentes a los derechos humanos. Revista DEHUIDELA de Universidad Nacional, Costa Rica. 2008.